# ОШ „Љуба Ненадовић” Чукарица
Основна школа „Љуба Ненадовић” једна је од основних школа на Чукарици. Налази се  у улици Аце Јоксимовића 25 у Жаркову. 

## Име школе
Основна школа „Љуба Ненадовић” носи име по српском књижевнику и песнику Љубомиру-Љуби Ненадовићу. Био је архивар и протоколист у Министарству иностраних дела, секретар Српског посланства у Цариграду и начелник Министарства просвете.

## Историјат
Основна школа „Љуба Ненадовић” једна је од најстаријих школа у Београду. Основана је давне 1840. године. Почеци школе везани су за учитеља Стојана Чолу и 1840. годину, када је у старој општинској судници, згради плетари, почела да ради прва школа у Жаркову. Нажалост, „Стара школа” и ако је као споменик културе под заштитом Завода за заштиту споменика, она из дана у дан пропада, препуштена зубу времена.
Ангажовањем тадашњег учитеља Алексија Ђурића, на светог Саву 1914. године, отворена је нова школа. Зграду школе пројектовао је Стеван Б. Савковић. Зграда школе била је тада, и све до Другог светског рата, једна од најмодернијих и најлепших зграда у околини Београда. Спољни изглед зграде је изузетно леп и архитектонски интересантан, са звоником у центру зграде. Ова зграда је због историјско-архитектонског значаја стављена под заштиту државе као споменик културе.
Данашња школа 'Љуба Ненадовић' подигнута је 1953. године, а дограђивана од 1966. до 1969. године. Сада је то модерна, савремена школа. 

## Школа данас
Школа располаже са 17 учионица и кабинета, 2 радионице за техничко образовање, 2 фискултурне сале и отвореним теренима у дворишту школе. Страни језици који се уче у школи су енглески и руски.
Наставу данас похађа око 1300 ученика распоређених у 43 одељења. Настава се одвија у две смене. У школи је организован продужени боравак за ученике нижих разреда.